# 田村克己
田村 克己（たむら かつみ 1949年－ ）は、日本の文化人類学者。専攻は東南アジア文化人類学（主にミャンマー）。国立民族学博物館名誉教授。

## 経歴
1949年、兵庫県神戸市長田区で生まれた。東京大学大学院社会科学研究科文化人類学専攻に進み、修士課程修了。
鹿児島大学教養学部助手・講師・助教授を経て、金沢大学文学部助教授に就いた。1989年、国立民族学博物館研究部助教授に転じ、1999年に同教授に昇格。2005年から2011年3月まで副館長も務めた。配置換えのため民族社会研究部教授を経て、2014年3月末をもって定年退職し、名誉教授となった。

## 著作
著書
- 『レッスンなきシナリオ：ビルマの王権、ミャンマーの政治』風饗社 2014

共編著
- 『ビルマ』(暮らしがわかるアジア読本) 根本敬と共編、河出書房新社 1997
- 『文化の生産』(二〇世紀における諸民族文化の伝統と変容 4)ドメス出版 1999[1]
- 『ミャンマーを知るための60章』松田正彦と共編著、明石書店 2013
- 『転換期のミャンマーを生きる：「統制」と公共性の人類』土佐桂子と共編、風響社 2020

訳書
- 『中国の宗族と社会』モーリス・フリードマン[2]著、瀬川昌久共訳 弘文堂 1987